# Hôtel d'Hane-Steenhuyse

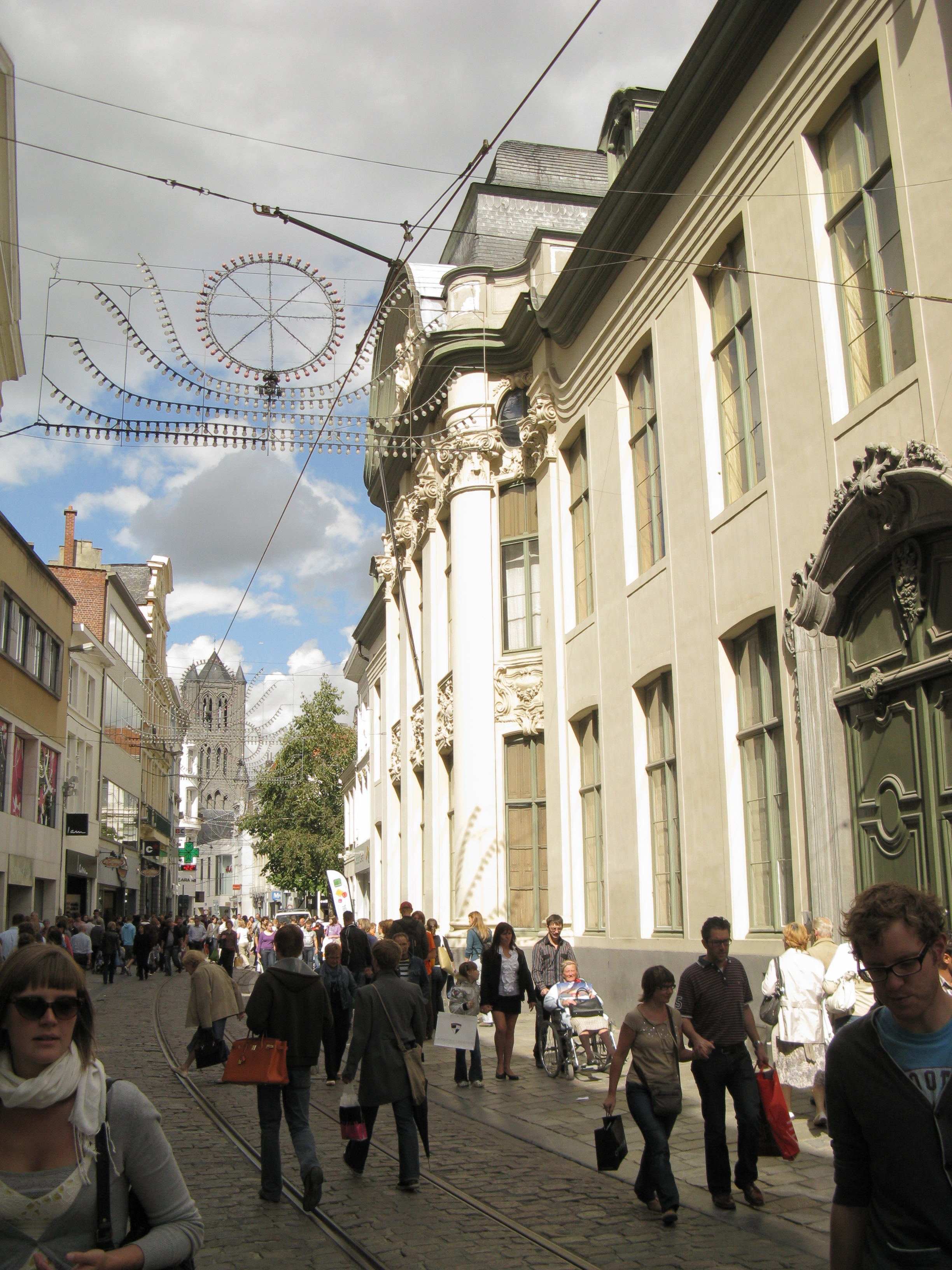
L'hôtel d'Hane-Steenhuyse depuis la Veldstraat

L'hôtel d'Hane-Steenhuyse est un hôtel particulier du xviiie siècle situé dans la Veldstraat (nl) de la ville belge de Gand. Il a longtemps appartenu à la famille D'Hane de Steenhuyse (nl).

## Historique
Le bâtiment a été construit en 1768-1773 par Jan Baptist Simoens, qui a conçu et construit avec certitude la façade arrière et la salle à l'italienne. La façade avant a peut-être été conçue par David 't Kindt, mais il n'y a aucune preuve archivistique de cela. Vers le début du xixe siècle, le bâtiment fut utilisé pour les événements de la noblesse, culminant avec le séjour en 1815 du roi Louis XVIII, qui avait été expulsé de France. Avec sa cour, il a régné depuis l'hôtel en exil. Il offrit ensuite à son hôte un service à dessert en porcelaine en guise de remerciement, aujourd'hui conservé au STAM.
Au xxe siècle, l'hôtel est tombé en désuétude. Le Musée des Cent Jours (en néerlandais : Museum der Honderd Dagen) y est installé en 1949, mais sans grand succès.
En 1981, le bâtiment est devenu la propriété de la ville de Gand, qui a d'abord abrité un centre d'information et plus tard le Service de préservation des monuments. Il a subi une rénovation en profondeur dans les années 1990. L'accès du public restait cependant très limité. En 2015, le rez-de-chaussée a été ouvert aux activités commerciales.

### Propriétaires
Trois générations de la famille D'Hane de Steenhuyse ont construit l'hôtel :
- le comte Emmanuel Ignace d'Hane (1702-1771) : corps de logis et façade
- le comte Pierre Emmanuel d'Hane de Leeuwergem (1726 -1786) : extension et façade jardin
- le comte Jean-Baptiste d'Hane de Steenhuyse (1757-1826) : décoration et décoration intérieure

Après l'extinction de la lignée masculine, le palais de la ville est passé entre les mains de Valerie van Pottelsberghe de la Potterie.

### Hôtes célèbres
Sous Jean-Baptiste, la propriété vit le va-et-vient des grands d'Europe :
- 1803 : Talleyrand (accompagne le Premier Consul Bonaparte lors de sa visite aux anciens Pays-Bas autrichiens)
- 1811 : Jérôme Bonaparte, roi de Westphalie
- 1814 : Alexandre Ier, tsar de Russie
- 1814 : John Quincy Adams, l'un des convives d'un dîner avec les délégations anglaise et américaine qui avaient négocié la paix de Gand
- 1815 : Louis XVIII, le roi de France qui fuit Napoléon pendant les Cent-Jours
- 1815 : François-René de Chateaubriand, fait partie de la suite de Louis XVIII
- 1815 : le nouveau roi des Pays-Bas, Guillaume Ier, et sa femme Wilhelmine lors de leur Joyeuse Entrée à Gand (5 septembre)
- 1818 : Prince Guillaume II des Pays-Bas

## Description

### Planification
La propriété a été construite sur les cours progressivement acquises des maisons plus anciennes. Ceci explique la forme irrégulière de la façade. L'objectif était d'utiliser au maximum l'espace disponible, de sorte que la ligne de construction soit respectée. Ceci explique la partie médiane saillante de la façade.
En raison de l'intégration du bâtiment entre les bâtiments existants, le plan d'étage a également été ajusté. Habituellement, ces hôtels avaient une entrée centrale qui permettait d'accéder au vestibule. Le vestibule était perpendiculaire à la façade. À gauche et à droite du vestibule se trouvaient les pièces, symétriques l'une de l'autre.
Dans le cas de l'hôtel d'Hane-Steenhuyse, le plan d'étage symétrique a été abandonné. La seule entrée du bâtiment se fait par un portail, car situé à l'extrémité de la façade (c'est-à-dire juste à côté du bâtiment adjacent). Cette porte cochère permet d'accéder à l'arsenal situé dans le jardin à l'arrière du bâtiment. Cette entrée rejoint le vestibule qui lui est perpendiculaire (et parallèle à la façade). Les chambres sont disposées autour du vestibule.
Les pièces n'étaient pas seulement accessibles individuellement par le vestibule, elles étaient également reliées par des coursives mutuelles (et formaient ainsi une enfilade). De plus, il y avait un système de passages dissimulés pour permettre au personnel d'entrer discrètement dans les chambres.
Le bâtiment dispose également d'un jardin intérieur avec une terrasse. Il a été construit en 1773 dans le plus pur style Louis XVI.

### Façades
La propriété a deux façades. La façade principale de style Louis XV est située dans la Veldstraat. Elle contient à la fois des éléments baroques et rococo. La façade présente une partie centrale en saillie avec des demi-colonnes corinthiennes et un fronton en arc segmentaire.
La façade arrière est de style néoclassique Louis XVI. Contrairement à la façade avant, la façade arrière comporte trois sections horizontales. Celle du bas est conçue comme un socle. La façade a des pilastres et un fronton. Il borde le jardin intérieur.

### Intérieur
Les espaces du rez-de-chaussée ont une fonction représentative. Ce sont des salons et des salles typiques de la riche vie mondaine des classes sociales aisées de l'époque. Surtout la haute salle de bal à l'italienne est richement décorée de peintures au plafond, de miroirs, d'un escalier d'honneur et d'un parquet signé Henri Feylt.
Les chambres à l'étage étaient plus discrètes. Il y a des chambres pour le maître et la maîtresse de maison (séparées, selon la coutume de l'époque), une bibliothèque, une salle pour les collections et d'autres espaces. Lors de la construction de l'hôtel, les caves voûtées des maisons qui s'y trouvaient autrefois ont été simplement conservées et adaptées afin de servir de pièces de service. Le personnel vivait dans des pièces non chauffées sous le toit.
Les chambres ont été décorées avec une grande attention à la symétrie et à la hiérarchie. Les murs ont été disposés le plus symétriquement possible avec des plaques murales, des fenêtres, du papier peint, de vraies et fausses portes. Le mur avec une cheminée était considéré comme le plus important. Chaque chambre avait sa propre palette de couleurs. Les noms des pièces, tels que boudoir, cabinet et autres, témoignent de l'influence française.

### Œuvres d'art
Le bâtiment abrite des peintures, entre autres, de Petrus Norbertus van Reysschoot et de Pierre Paul Rubens, ainsi que des copies d'après Jan Brueghel l'Ancien.

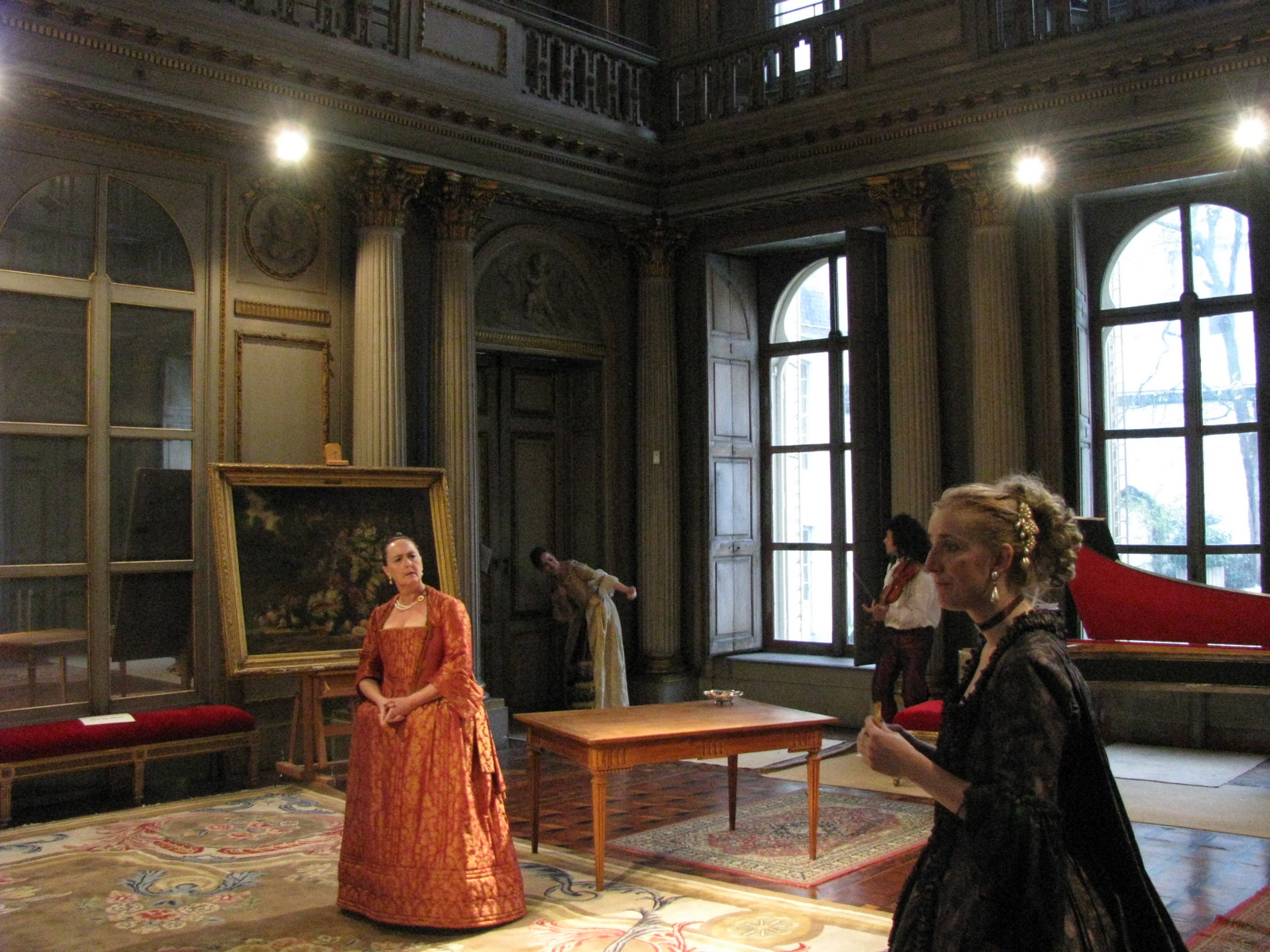
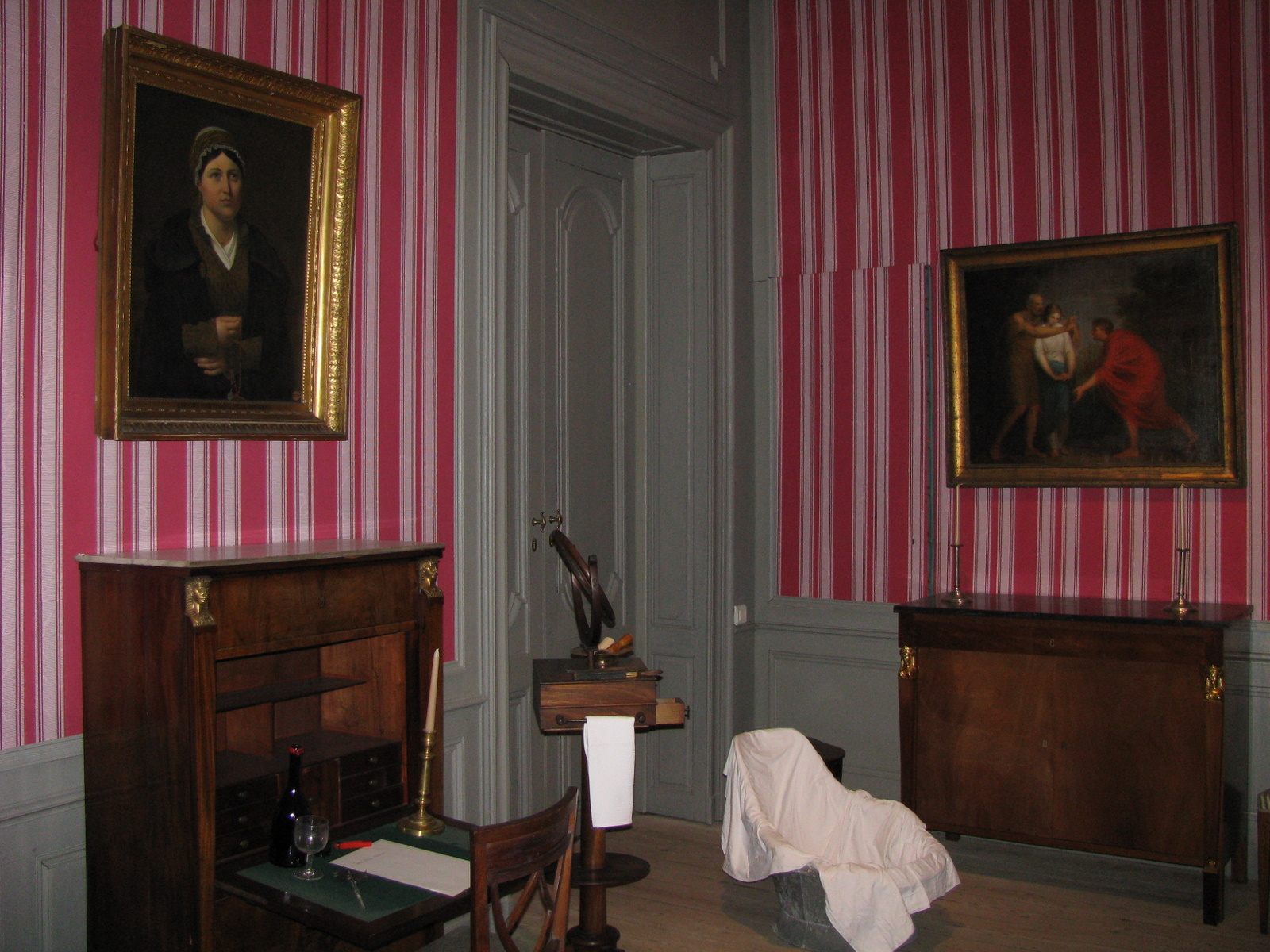
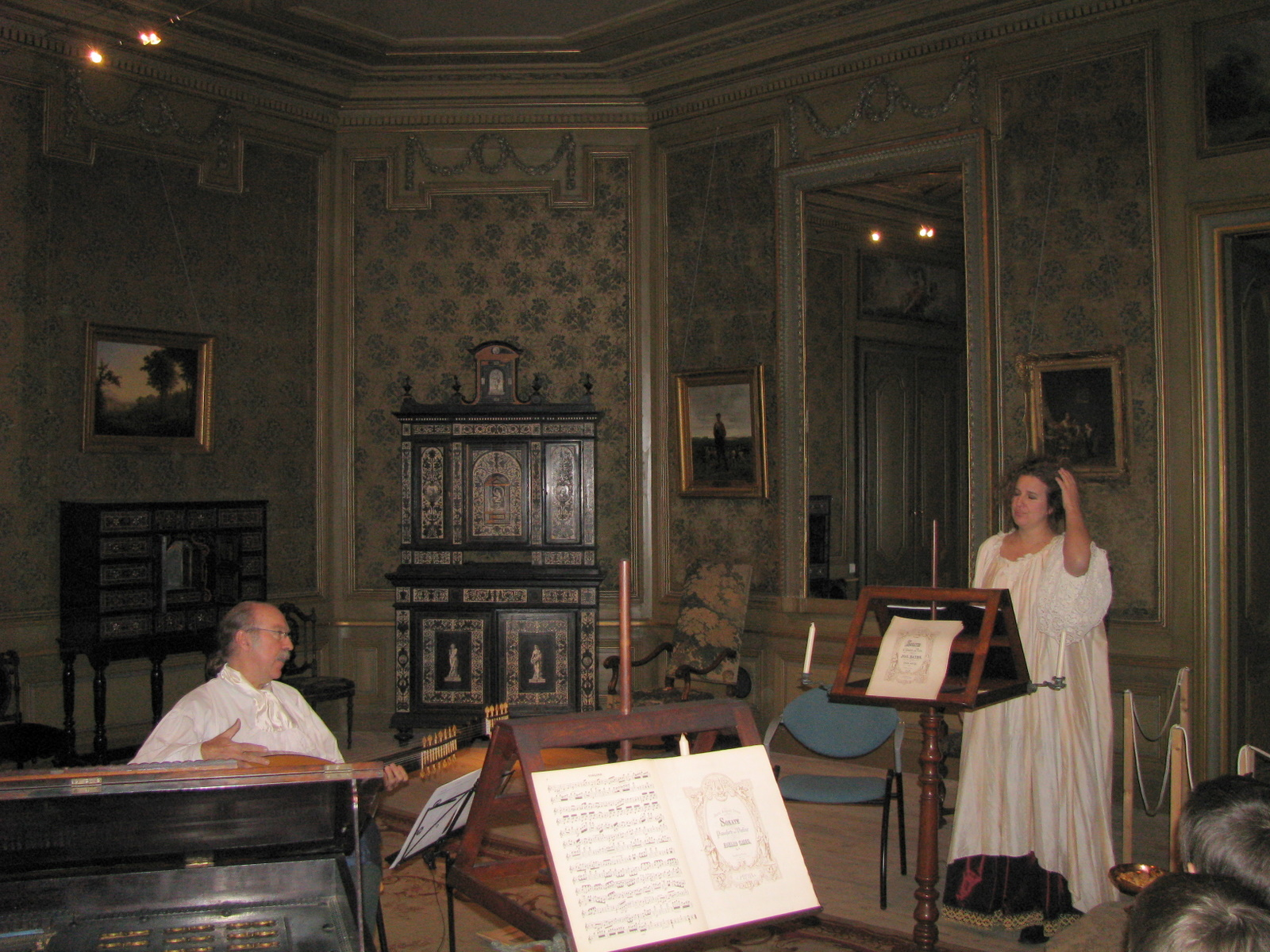
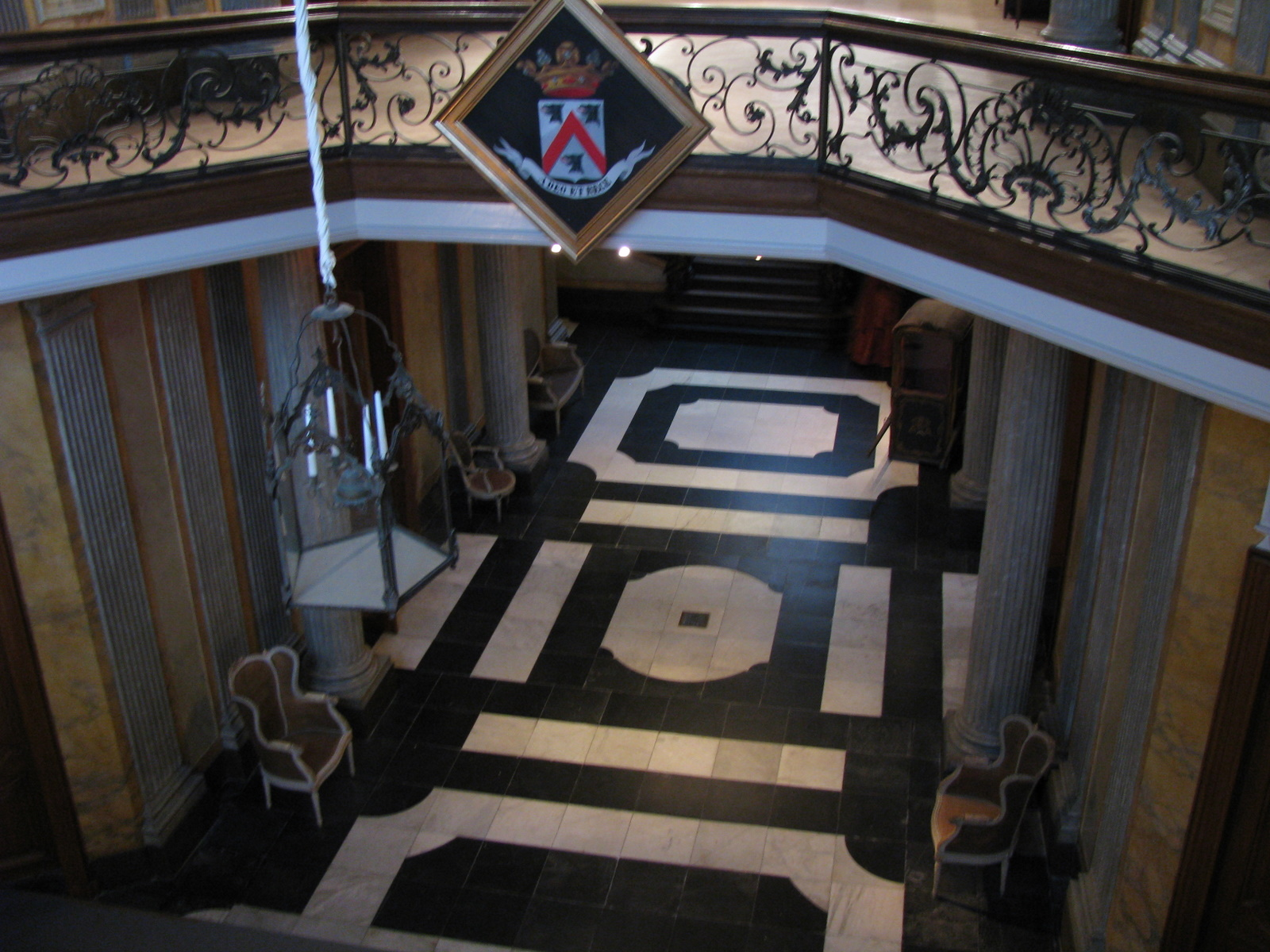

## Source
- (nl) Cet article est partiellement ou en totalité issu de l’article de Wikipédia en néerlandais intitulé « Hotel d'Hane-Steenhuyse » (voir la liste des auteurs).